# Rasmus Ginnerup
Rasmus Esmann Ginnerup (Sundby, 4 augustus 1994) is een Deens wielrenner.

## Carrière
In 2016 werd Ginnerup tiende op het nationale kampioenschap tijdrijden voor beloften. Een dag later werd hij dertiende in de wegwedstrijd.
Zijn eerste UCI-overwinning behaalde Ginnerup in 2017, toen hij de Horizon Race Park Maidan op zijn naam schreef.

## Overwinningen
2017
Horizon Race Park Maidan

## Ploegen
- 2016 –  Team Soigneur-Copenhagen Pro Cycling